# Alte Synagoge (Tschortkiw)

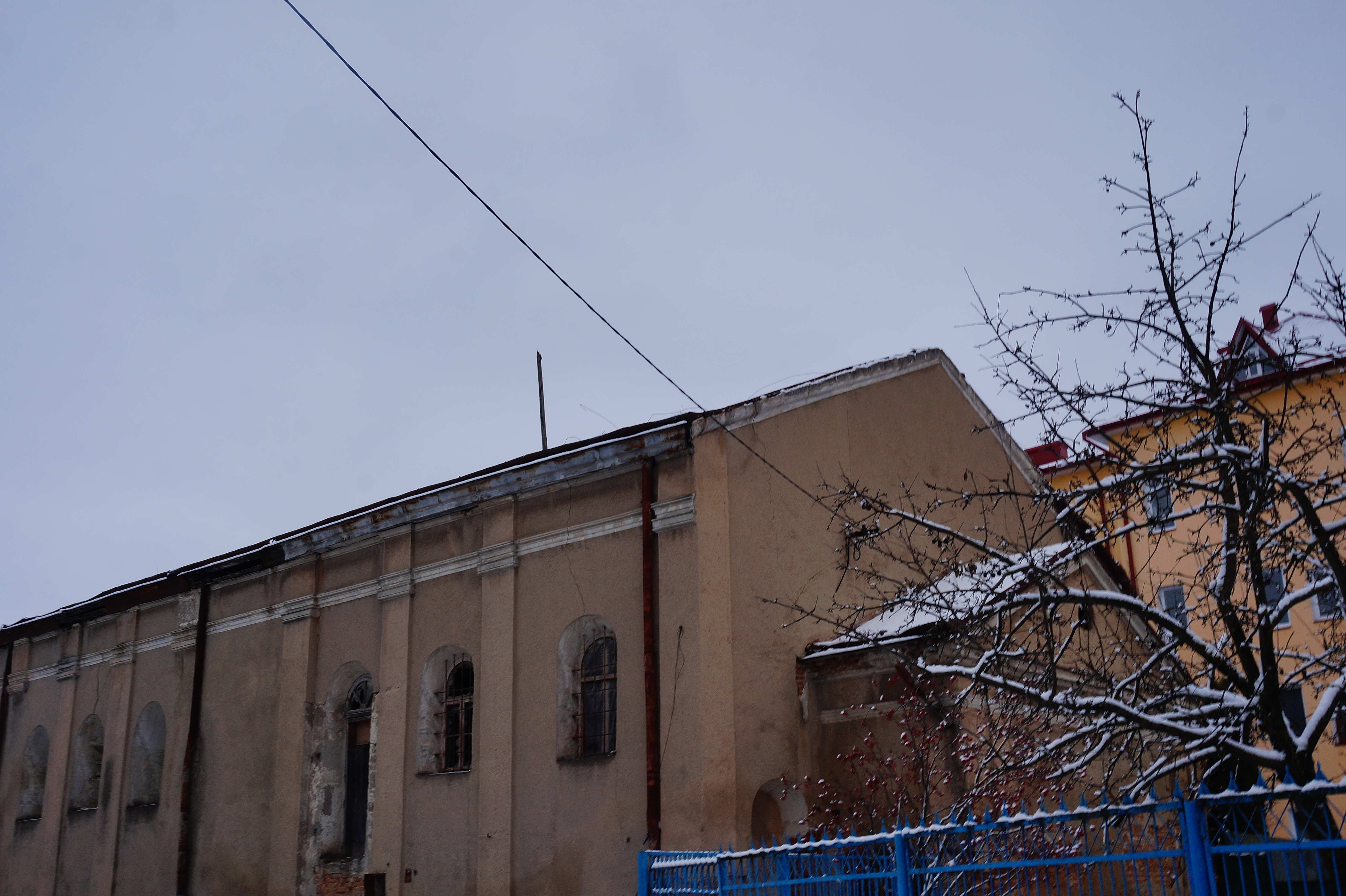
Alte Synagoge in Tschortkiw

Die Alte Synagoge in Tschortkiw, einer ukrainischen Stadt in der Oblast Ternopil, wurde zwischen 1754 und 1771 errichtet. Die Synagoge in der Pietruszewicza-Straße ist ein geschütztes Kulturdenkmal. 
Während des Zweiten Weltkriegs wurde die Synagoge von den deutschen Besatzern verwüstet.